# ماهان صدرات
ماهان صدرات مدنی (زادهٔ ۱۳۷۸ (خورشیدی) ) یکی از بازداشت شدگان خیزش سراسری ایران در سال ۱۴۰۱ است. او در تهران بازداشت شده و در تاریخ ۱۲ آبان توسط دادگاه انقلاب تهران شعبه ۲۶ به محاربه متهم و به اعدام محکوم شده است.
حکم اعدام او توسط دادگاه بدوی در تاریخ ۳ دی ۱۴۰۲ نقض شد.

## بازداشت و محاکمه
بازداشت در تاریخی میان ۲۰ مهر و ۱۲ آبان صورت گرفته است. او پس از بازداشت به وکیل مورد نظر خود دسترسی نداشته است و مراحل دادگاه به صورت غیر شفاف پیش رفته است. اتهام محاربه به او به خاطر داشتن چاقو و درگیری با یک مأمور اطلاعاتی زده است. در ویدئو و مدارک موجود و پخش شده در دادگاه هیچ اثری از چاقو یا سلاح سرد دیده نمی‌شود. او در این دادگاه به ریاست قاضی ایمان افشاری به داشتن چاقو و ضربه زدن با آن را رد کرده است. به گفتهٔ پدر وی او به اعدام محکوم شده است و حکم او برای اجرا فرستاده شده است. این کار با وجود رضایت شاکی خصوصی وی صورت می‌گیرد.
ما حتی از زمان اجرای حکم هم خبر نداریم. می‌گویند پرونده امنیتی است و نمی‌دانیم چه کاری باید انجام دهیم. نمی‌دانم چه خاکی به سرم کنم. ماهان متولد ۷۸ است. او بارها در جلسه دادگاه گفته که چاقو دست او نبوده است اما حکم محاربه به ماهان دادند و حالا هم می‌گویند پرونده به اجرای احکام رفته است.— پدر ماهان صدرات، بی‌بی‌سی فارسی
یکی از نکات قابل بحث در پرونده ماهان صدارت مدنی این است که با وجود ادعای قاضی مبنی بر اینکه شاکی‌های وی خصوصی‌اند و هیچ‌کدام از نیروی انتظامی و امنیتی نیستند مدتی بعد معلوم شد که دو شاکی وی که بعنوان شهروند عادی و شغل آزاد در دادگاه معرفی شدند سابقه کار در نهادهای دولتی را دارند، یکی از شاکی‌ها از عاملان حمله به سفارت عربستان بود و شاکی بعدی درواقع یک آخوند بود که خود مدیر یک سازمان تبلیغات دینی است و این اطلاعات برخلاف ادعای قاضی پرونده بود.